# Андрус (округ)
О́круг А́ндрус (Эндрюс; англ. Andrews county ['ændruːs]) — округ штата Техас Соединённых Штатов Америки. На 2000 год в нём проживало 13 004 человека. По оценке бюро переписи населения США в 2008 году население округа составляло 13 645 человек. Окружным центром является город Андрус. Округ Андрус является одним из 46 «сухих» округов Техаса, то есть округов, где действует «сухой закон».

## История
Округ Андрус был сформирован в 1876 году указом 15 легислатуры Техаса. Он был назван в честь Ричарда Эндрюса (англ. Richard Andrews), первого человека, погибшего в войне за независимость Техаса в 1835 году. До 1890 года на территории округа проживали, в основном, владельца ранчо, военный персонал и индейцы (анасази, апачи и команчи). К 1900 году население округа достигло 975 человек, и на его территории располагалось всего два сообщества: Андрус и Шафтер. 16 июля 1910 года, по результатам выборов, город Андрус стал окружным центром.
В 1917-1918 годах округ сильно пострадал от снежных бурь и сильной засухи, в результате чего его население сократилось более чем наполовину. Однако в 20-х и 30-х, с возрождением производства хлопка и сорго, он постепенно восстановился. Кроме того, в конце 20-х годов, после забастовки рабочих нефтяной компании «Deep Rock Oil», в округе начала развиваться нефтяная промышленность. В 40-х и 50-х годах на территории округа Эндрюс было найдено более 100 новых месторождений нефти, в результате чего округ пережил небывалый рост населения и благосостояния. В 70-х годах стали появляться заводы, не связанные с нефтью.

## География
По данным бюро переписи населения США площадь округа Андрус составляет 3888 км², из которых 3887 км² — суша, а 1 км² — водная поверхность (0,02 %).

### Основные шоссе
- Шоссе 385
- Автомагистраль 115
- Автомагистраль 176

### Соседние округа
- Гейнс (север)
- Мартин (восток)
- Мидленд (юго-восток)
- Эктор (юг)
- Уинклер (юго-запад)
- Ли, Нью-Мексико (запад)

## Демография
По данным переписи населения 2000 года в округе Андрус проживало 13 004 человека, было 4601 домохозяйство и 3519 семей. Плотность населения составляла около 3 человека на км². Среди населения было 77,08 % белых, 1,65 % чёрных или афроамериканцев, 0,88 % индейцев, 0,71 % азиатов, 0,02 % австралоидов и 16,79 % представителей других расовых типов. 40 % населения являлись испано- или латиноамериканцами.
Из 4601 хозяйства 40,7 % имели детей возрастом до 18 лет, 63,70 % проживающих вместе супружеских пар, 9,5 % женщин-одиночек, 23,5 % не имели семей. 21,8 % от общего количества живут самостоятельно, 10 % — одинокие старики в возрасте от 65 лет и старше. В среднем на каждое хозяйство приходилось 2,81 человека, среднестатистический размер семьи составлял 3,29 человека.
Показатели по возрастным категориям в округе были следующие:
- 31,5 % — жители до 18 лет,
- 8,1 % — от 18 до 24 лет,
- 27,3 % — от 25 до 44 лет,
- 20,5 % — от 45 до 64 лет и 12,5 % старше 65 лет.

Средний возраст составлял 34 года. На каждые 100 женщин приходилось 96,3 мужчин. На каждые 100 женщин в возрасте 18 лет и старше приходилось 91,2 мужчины.
Средний доход на хозяйство в округе составлял $34nbsp;036, на семью — $37 017. Среднестатистический заработок мужчины был $33 223 против $21 846 для женщины. Доход на душу населения в округе составлял $15 916. Около 13,9 % семей и 16,4 % общего населения зарабатывало меньше прожиточного минимума. Среди них было 20,2 % тех кому ещё не исполнилось 18 лет, и 12,7 % тех кому было уже больше 65 лет.

## Населённые пункты

### Города, посёлки, деревни
- Андрус

### Немуниципальные территории
- Фаскен
- Шафтер
- Мемориал ветеранам округа Андрус

## Образование
Образовательный округ Андрус покрывает территорию всего округа Андрус.